# Фармингтон (Ајова)
Фармингтон (енгл. Farmington) град је у америчкој савезној држави Ајова. По попису становништва из 2010. у њему је живело 664 становника.

## Демографија
Према попису становништва из 2010. у граду је живело 664 становника, што је -92 (-12.2%) становника више него 2000. године.
| Група             | 2000.       | 2010.       |
| Белци             | 747 (98,8%) | 640 (96,4%) |
| Афроамериканци    | 0 (0,0%)    | 2 (0,3%)    |
| Азијати           | 1 (0,1%)    | 0 (0,0%)    |
| Хиспаноамериканци | 2 (0,3%)    | 14 (2,1%)   |
| Укупно            | 756         | 664         |